# Новицкое (Приморский край)
Нови́цкое — село в Партизанском районе Приморского края. Административный центр Новицкого сельского поселения.

## География
Село Новицкое стоит на левом берегу реки Партизанская.
Через село проходит автотрасса Находка — Кавалерово.
На запад, на правый берег реки Партизанская, от села идёт дорога к городу Партизанск.
Расстояние до районного центра Владимиро-Александровское (на юг, вниз по реке) около 17 км.

## Население
| 1898 | 1900 | 1912 | 1915 | 2002  | 2010  | 2021  |
| ---- | ---- | ---- | ---- | ----- | ----- | ----- |
| 201  | ↗225 | ↗426 | ↗916 | ↗1679 | ↘1485 | ↗1534 |

## Улицы
| - ул. А. Матросова, - ул. А. Моисеенко, - пер. Весенний, - ул. Весенняя, | - ул. Восточная, - ул. Лазо, - ул. Лесная, - ул. Луговая, | - ул. Муравьева, - ул. Нагорная, - ул. Партизанская, - ул. Приморская, | - ул. Садовая, - ул. Стрельникова, - ул. Юбилейная, - ул. Южная. |

## Экономика
Жители занимаются сельским хозяйством.